# H2O: Just Add Water (colonna sonora)
H2O: Just Add Water è la colonna sonora della seconda stagione della serie televisiva H2O, ed è composta da 15 tracce della cantante australiana Kate Alexa. No Ordinary Girl è la sigla di questa serie e sul disco ha un altro nome: "Ordinary Girl, che è stata precedentemente cantata da Ellie Henderson nella prima stagione. Due tracce, Somebody Out There e I Let Go provengono dall'album di debutto di Alexa Broken & Beautiful, mentre le altre tracce sono state scritte da Alexa esclusivamente per la colonna sonora.

## Tracce
1. "No Ordinary Girl" (Shelley Rosenberg)
2. "Where We Belong"
3. "Tonight"
4. "Waiting Here"
5. "Somebody Out There" (Kate Alexa, Jim Marr, Wendy Page)
6. "You're Everything"
7. "I Let Go" (Kate Alexa, Jim Marr, Wendy Page)
8. "Another Now"
9. "Help Me Find a Way"
10. "Nobody Knows"
11. "Won't Walk Away"
12. "We Are Together"
13. "Feel It Too"
14. "Way to the Top"
15. "Falling Out"